# Marthana cuspidata
Marthana cuspidata is een hooiwagen uit de familie Sclerosomatidae.